# Metal Gear Acid Mobile
Metal Gear Acid Mobile (ou METAL GEAR AC!D MOBILE) é um jogo eletrônico desenvolvido pela Kojima Productions para celulares. Apesar de fazer parte da série Metal Gear, Metal Gear Acid Mobile não é canônico à série. Existem duas versões do jogo: uma versão em 2D chamada Metal Gear Acid Mobile e uma versão em 3D chamada Metal Gear Acid Mobile 3D. O jogo é um remake diminutivo de Metal Gear Acid, lançado para PlayStation Portable, com algumas missões e personagens removidos. Metal Gear Acid Mobile foi lançado na Europa pela Glu Mobile no primeiro trimestre de 2008. O jogo ganhou um prêmio de "Melhor Jogo para Celular" no evento "What Mobile Awards" de 2008.